# Радинг, Герман Иванович
Герман Иванович фон Радинг (нем. Hermann Gustav von Radingh; 1753—1827) — российский государственный деятель, минский губернатор в 1810—1812 годах. Действительный статский советник.

## Биография
Родился 14 февраля 1753 года[по какому календарю?]. Отец — Hermann Johann von Radingh (1724—1790), мать Anna Rosina Schultz von Ascheraden (1727—1802). Дед — Юстус Генрих фон Радинг (Justus Heinrich von Radingh; 1667–1741), генерал-майор и обер-комендант Риги.
Воспитывался в Морском кадетском корпусе с 7 декабря 1768 года; в 1772 году был произведён в гардемарины. В 1792—1779 годах ежегодно плавал в Балтийском море; 20 августа 1775 года был произведён в мичманы; 28 апреля 1780 — в лейтенанты. В 1780—1781 годах плавал на корабле «Азия» в составе эскадры контр-адмирала И. А. Борисова. В 1782 году плавал на корабле «Храбрый» в эскадре контр-адмирала А. И. Круза. Был уволен со службы с чином капитан-лейтенанта 2 января 1784 года.
В 1784—1787 годах был командиром Астраханского порта. В 1788—1796 годах — советник для пограничных дел палаты казённых дел Кавказского наместничествав чине надворного советника; с 15 декабря 1796 года — коллежский советник.
С 11 сентября 1797 года по 6 января 1809 года — эстляндский вице-губернатор; 23 февраля 1799 года был произведён в статские советники, 13 января 1804 года — в действительные статские советники. В 1809 году был назначен на должность минского гражданского губернатора, которую занимал до 21 мая 1812 года.
В 1826—1827 годах — член совета Российско-американской компании.
Умер в Санкт-Петербурге 10 (22) марта 1827 года. Похоронен на Волковском лютеранском кладбище.
Был дважды женат. Второй раз, с 30 августа 1808 года, был женат на Эмилии Доротее фон Пистолькорс (Emilie Dorothea von Pistohlkors; 1790—1854).

## Награды
- Орден Святого Владимира 4-й степени (22.09.1794)
- Орден Святой Анны 1-й степени.